# Nectandra aurea
Espèce
Classification APG III (2009)
Statut de conservation UICN

 NT  : Quasi menacé
Nectandra aurea est une espèce de plantes à fleurs de la famille des Lauraceae. C'est un arbre endémique du Venezuela.

## Sources
- (en) IPNI : Nectandra aurea
- (en) UICN : espèce Nectandra aurea Rohwer (consulté le 26 mai 2015)

- (en) Cet article est partiellement ou en totalité issu de l’article de Wikipédia en anglais intitulé « Nectandra aurea » (voir la liste des auteurs).